# Campeonato Nacional 1969 (Argentina)
El llamado Torneo Nacional 1969 fue el cuadragésimo cuarto de la era profesional y el segundo del año de la Primera División de Argentina de fútbol. Comenzó el 5 de septiembre y finalizó el 14 de diciembre. 
Lo jugaron 18 equipos, con lo que se aumentó en 2 el número de participantes en relación con el anterior Campeonato Nacional 1968, 13 clasificados en el Metropolitano y 5 a través del Torneo Regional 1969.
Vio ganador al Club Atlético Boca Juniors, bajo la dirección técnica de Alfredo Di Stéfano, consagración que llegó en la última fecha, cuando disputó el Superclásico del fútbol argentino en el Estadio Monumental igualando 2 a 2, resultado que coronó campeón al visitante, en el propio estadio de su archirrival, el Club Atlético River Plate, que necesitaba ganar para forzar un desempate.
Al finalizar el certamen se definieron los dos representantes argentinos a la Copa Libertadores 1970, el campeón y el subcampeón.

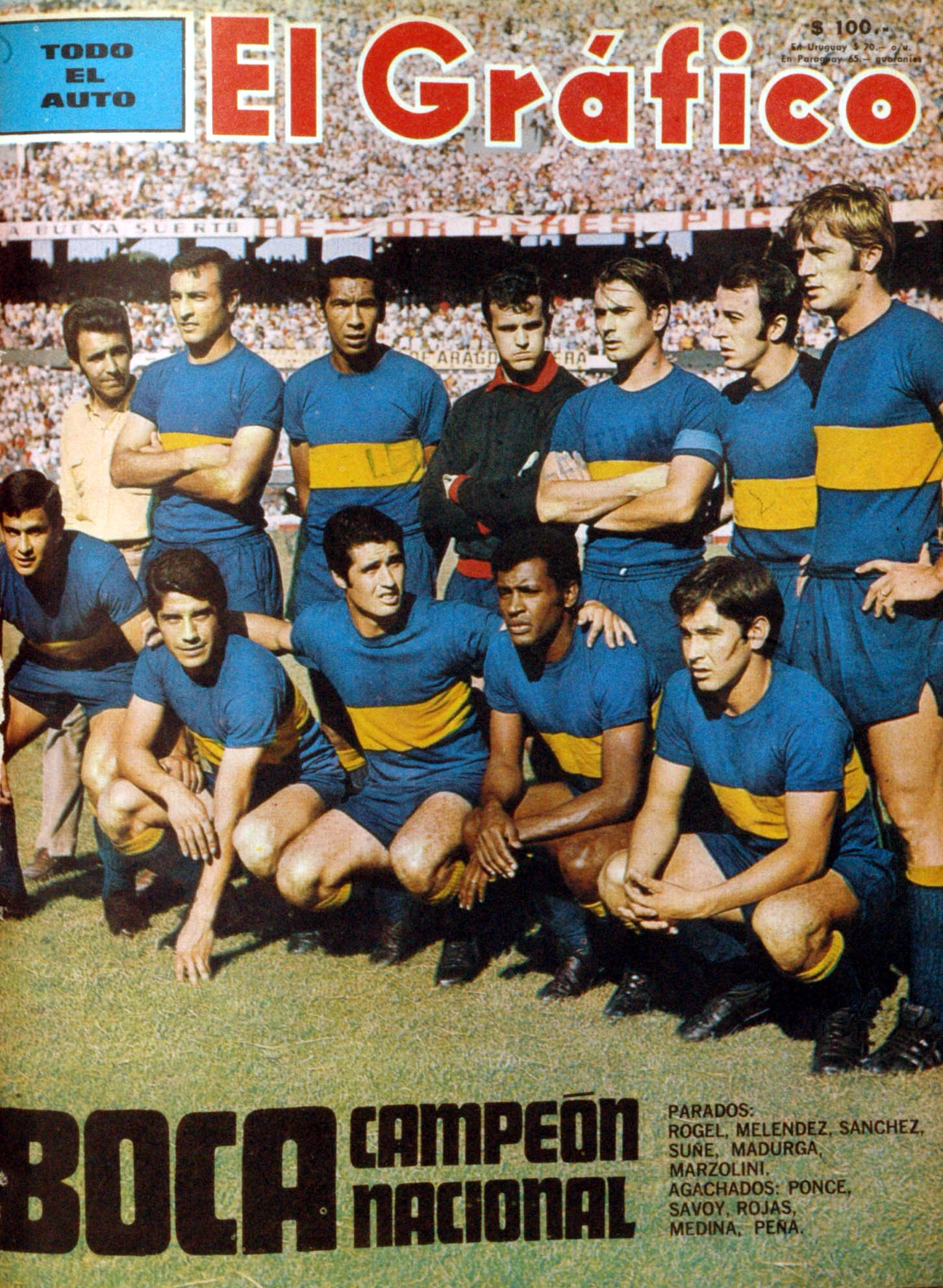
Tapa de El Gráfico tras la victoria de Boca

## Equipos participantes

### Del torneo regular
Los 13 equipos clasificados en el anterior Metropolitano.
| Equipo            | Ciudad        | Estadio            |
| ----------------- | ------------- | ------------------ |
| Boca Juniors      | Buenos Aires  | La Bombonera       |
| Chacarita Juniors | Villa Maipú   | Chacarita Juniors  |
| Estudiantes       | La Plata      | Jorge Luis Hirschi |
| Huracán           | Buenos Aires  | Tomás Adolfo Ducó  |
| Independiente     | Avellaneda    | El Cilindro        |
| Lanús             | Lanús         | La Fortaleza       |
| Platense          | Vicente López | Platense           |
| Quilmes           | Quilmes       | Quilmes            |
| Racing Club       | Avellaneda    | El Cilindro        |
| River Plate       | Buenos Aires  | Monumental         |
| San Lorenzo       | Buenos Aires  | El Gasómetro       |
| Unión             | Santa Fe      | La Avenida         |
| Vélez Sarsfield   | Buenos Aires  | José Amalfitani    |

### Del Torneo Regional
Los 5 equipos clasificados al efecto de tomar parte de este certamen.
| Equipo       | Ciudad                | Estadio                     |
| ------------ | --------------------- | --------------------------- |
| Desamparados | San Juan              | El Serpentario              |
| San Lorenzo  | Mar del Plata         | Gral. San Martín            |
| San Martín   | San Miguel de Tucumán | La Ciudadela                |
| San Martín   | San Martín            | Libertador Gral. San Martín |
| Talleres     | Córdoba               | La Boutique                 |

## Sistema de disputa
Una sola rueda todos contra todos, por acumulación de puntos. 

## Tabla de posiciones final
| Pos. | Equipo            | Pts. | PJ | PG | PE | PP | GF | GC | Dif. |
| ---- | ----------------- | ---- | -- | -- | -- | -- | -- | -- | ---- |
| 1.º  | Boca Juniors      | 29   | 17 | 13 | 3  | 1  | 35 | 11 | 24   |
| 2.º  | River Plate       | 27   | 17 | 11 | 5  | 1  | 34 | 11 | 23   |
| 3.º  | San Lorenzo       | 27   | 17 | 12 | 3  | 2  | 41 | 18 | 23   |
| 4.º  | Independiente     | 25   | 17 | 11 | 3  | 3  | 36 | 14 | 22   |
| 5.º  | Quilmes           | 19   | 17 | 9  | 1  | 7  | 35 | 30 | 5    |
| 6.º  | Vélez Sarsfield   | 19   | 17 | 6  | 7  | 4  | 22 | 14 | 8    |
| 7.º  | Chacarita Juniors | 18   | 17 | 6  | 6  | 5  | 26 | 26 | 0    |
| 8.º  | Racing Club       | 17   | 17 | 7  | 3  | 7  | 25 | 20 | 5    |
| 9.º  | Huracán           | 17   | 17 | 7  | 3  | 7  | 22 | 18 | 4    |
| 10.º | Estudiantes (LP)  | 16   | 17 | 7  | 2  | 8  | 26 | 26 | 0    |
| 11.º | Talleres (C)      | 14   | 17 | 6  | 2  | 9  | 22 | 35 | −13  |
| 12.º | San Martín (M)    | 14   | 17 | 3  | 8  | 6  | 17 | 30 | −13  |
| 13.º | Desamparados      | 13   | 17 | 5  | 3  | 9  | 28 | 38 | −10  |
| 14.º | Lanús             | 12   | 17 | 5  | 2  | 10 | 18 | 24 | −6   |
| 15.º | Platense          | 10   | 17 | 2  | 6  | 9  | 25 | 35 | −10  |
| 16.º | Unión             | 10   | 17 | 3  | 6  | 8  | 17 | 26 | −9   |
| 17.º | San Martín (T)    | 9    | 17 | 2  | 5  | 10 | 14 | 41 | −27  |
| 18.º | San Lorenzo (MdP) | 8    | 17 | 3  | 2  | 12 | 18 | 44 | −26  |

|  | Campeón. Clasificado a la Copa Libertadores 1970.    |
|  | Subcampeón. Clasificado a la Copa Libertadores 1970. |
|  | Perdió el partido de desempate del segundo puesto.   |

### Evolución de las posiciones
| Equipo / Fecha    | 1  | 2  | 3  | 4  | 5  | 6  | 7  | 8  | 9  | 10 | 11 | 12 | 13 | 14 | 15 | 16 | 17 |
| ----------------- | -- | -- | -- | -- | -- | -- | -- | -- | -- | -- | -- | -- | -- | -- | -- | -- | -- |
| Boca Juniors      | 4  | 2  | 2  | 2  | 2  | 1  | 1  | 1  | 1  | 1  | 1  | 1  | 1  | 1  | 1  | 1  | 1  |
| River Plate       | 14 | 13 | 9  | 9  | 5  | 6  | 4  | 5  | 6  | 5  | 3  | 3  | 3  | 3  | 3  | 2  | 2  |
| San Lorenzo       | 13 | 11 | 16 | 12 | 10 | 8  | 5  | 4  | 5  | 4  | 4  | 4  | 4  | 4  | 4  | 4  | 2  |
| Independiente     | 5  | 8  | 4  | 6  | 9  | 7  | 6  | 6  | 2  | 2  | 2  | 2  | 2  | 2  | 2  | 3  | 4  |
| Quilmes           | 1  | 1  | 1  | 1  | 1  | 2  | 3  | 2  | 3  | 6  | 6  | 6  | 6  | 6  | 6  | 5  | 5  |
| Vélez Sarsfield   | 8  | 6  | 7  | 8  | 7  | 9  | 8  | 7  | 7  | 7  | 8  | 10 | 9  | 8  | 7  | 6  | 6  |
| Chacarita Juniors | 6  | 16 | 13 | 13 | 14 | 11 | 10 | 10 | 10 | 11 | 13 | 13 | 12 | 10 | 8  | 8  | 7  |
| Racing Club       | 8  | 3  | 8  | 5  | 6  | 4  | 7  | 8  | 9  | 9  | 11 | 7  | 7  | 7  | 9  | 9  | 8  |
| Huracán           | 2  | 4  | 10 | 7  | 3  | 3  | 2  | 3  | 4  | 3  | 5  | 5  | 5  | 5  | 5  | 7  | 9  |
| Estudiantes (LP)  | 16 | 18 | 18 | 18 | 18 | 17 | 14 | 14 | 13 | 15 | 15 | 12 | 10 | 14 | 11 | 10 | 10 |
| Talleres (C)      | 16 | 15 | 17 | 17 | 17 | 18 | 18 | 16 | 17 | 16 | 17 | 16 | 14 | 11 | 12 | 13 | 11 |
| San Martín (M)    | 8  | 9  | 5  | 4  | 4  | 5  | 9  | 9  | 8  | 8  | 10 | 8  | 8  | 9  | 10 | 11 | 12 |
| Desamparados      | 8  | 5  | 3  | 3  | 8  | 10 | 12 | 12 | 11 | 12 | 9  | 11 | 13 | 12 | 13 | 14 | 13 |
| Lanús             | 2  | 7  | 6  | 11 | 11 | 12 | 11 | 11 | 12 | 10 | 7  | 9  | 11 | 15 | 15 | 12 | 14 |
| Platense          | 14 | 12 | 15 | 15 | 16 | 15 | 16 | 17 | 15 | 13 | 12 | 14 | 16 | 17 | 16 | 16 | 15 |
| Unión             | 12 | 17 | 11 | 14 | 13 | 14 | 13 | 13 | 14 | 14 | 14 | 17 | 15 | 13 | 14 | 15 | 16 |
| San Martín (T)    | 6  | 14 | 14 | 16 | 15 | 16 | 17 | 18 | 18 | 17 | 16 | 15 | 17 | 16 | 17 | 17 | 17 |
| San Lorenzo (MdP) | 18 | 10 | 12 | 10 | 12 | 13 | 15 | 15 | 16 | 18 | 18 | 18 | 18 | 18 | 18 | 18 | 18 |

## Desempate del segundo puesto
Al terminar River Plate y San Lorenzo igualados en la segunda posición, se jugaron dos partidos de desempate, ya que el subcampeón del torneo clasificaba a la Copa Libertadores 1970.
| Desempate   | Desempate | Desempate   | Desempate       | Desempate       |
| Equipo 1    | Resultado | Equipo 2    | Estadio         | Fecha           |
| ----------- | --------- | ----------- | --------------- | --------------- |
| San Lorenzo | 0 - 1     | River Plate | José Amalfitani | 17 de diciembre |
| River Plate | 3 - 2     | San Lorenzo | El Cilindro     | 21 de diciembre |

- River Plate se clasificó para la Copa Libertadores 1970.

## Goleadores
| Jugador              | Jugador         | Goles | Equipo          |
| -------------------- | --------------- | ----- | --------------- |
| Bandera de Argentina | Carlos Bulla    | 14    | Platense        |
| Bandera de Argentina | Rodolfo Fischer | 14    | San Lorenzo     |
| Bandera de Argentina | Oscar Más       | 13    | River Plate     |
| Bandera de Argentina | Héctor Yazalde  | 13    | Independiente   |
| Bandera de Argentina | Carlos Bianchi  | 12    | Vélez Sarsfield |